# Bruchiaceae
Bruchiaceae es una familia de musgos pergteneciente al orden Dicranales.
Según The Plant List comprende 3 géneros con 179 especies descritas y de estas, solo 120 aceptadas.

## Taxonomía
La familia fue descrita por Guillaume Philippe Schimper y publicado en Corollarium Bryologiae Europaeae 6. 1856. El género tipo es: Bruchia

## Géneros
- Bruchia
- Eobruchia
- Trematodon

Según Wikipedia
- Bruchia
- Cladophascum
- Eobruchia
- Pringleella
- Trematodon